# Чемпионат Европы по баскетболу 2015. Группа D
В этой статье представлено положение команд и результаты матчей в группе D предварительного раунда чемпионата Европы по баскетболу 2015. Состав группы был определён во время жеребьёвки 8 декабря 2014 в 16:00 в «Диснейленде» в Париже, Франция. В группе участвовали Бельгия, Латвия, Литва, Украина, Чехия и Эстония. Матчи группы прошли с 5 по 10 сентября 2015 года на «Арене Рига» в Риге, Латвия. Четыре лучшие команды вышли в плей-офф.

## Команды
| Команда | Квалификация                                                            | Квалификация     | Участие   | Участие | Участие | Лучший результат           |
| Команда | Способ                                                                  | Дата             | Последнее | Всего   | Подряд  | Лучший результат           |
| ------- | ----------------------------------------------------------------------- | ---------------- | --------- | ------- | ------- | -------------------------- |
| Бельгия | Победитель группы D второго раунда квалификации чемпионата Европы 2015  | 24 августа 2014  | 2013      | 16      | 3       | 4-е (1947)                 |
| Латвия  | Победитель группы F второго раунда квалификации чемпионата Европы 2015  | 24 августа 2014  | 2013      | 13      | 8       | Чемпион (1935)             |
| Литва   | Финалист чемпионата Европы 2013                                         | 19 сентября 2013 | 2013      | 13      | 11      | Чемпион (1937, 1939, 2003) |
| Украина | 6-е место на чемпионате Европы 2013                                     | 18 декабря 2011  | 2013      | 7       | 3       | 6-е (2013)                 |
| Чехия   | 2-е место в группе E второго раунда квалификации чемпионата Европы 2015 | 27 августа 2014  | 2013      | 4       | 2       | 12-е (1999)                |
| Эстония | Победитель первого раунда квалификации чемпионата Европы 2015           | 1 сентября 2013  | 2001      | 5       | 1       | 5-е (1937, 1939)           |

## Положение команд
|  | Команда вышла в плей-офф |

| Команда | Игр | В | П | МЗ  | МП  | МР  | Очки | Тай-брейк |
| ------- | --- | - | - | --- | --- | --- | ---- | --------- |
| Литва   | 5   | 4 | 1 | 360 | 336 | +24 | 9    |           |
| Латвия  | 5   | 3 | 2 | 348 | 339 | +9  | 8    | 2–0       |
| Чехия   | 5   | 3 | 2 | 370 | 342 | +28 | 8    | 1–1       |
| Бельгия | 5   | 3 | 2 | 370 | 344 | +26 | 8    | 0–2       |
| Эстония | 5   | 1 | 4 | 316 | 374 | −58 | 6    | 1–0       |
| Украина | 5   | 1 | 4 | 349 | 378 | −29 | 6    | 0–1       |

Время начала матчей дано по местному времени (UTC+3).

## Результаты матчей

### 1-й тур

#### Чехия — Эстония
| 5 сентября 2015 15:30 | Отчёт | Чехия                     | 80:57    | Эстония       | «Арена Рига», Рига Зрителей: 5 142 Судьи: Илия Белошевич, Амит Балак, Саверио Ландзарини |
| 5 сентября 2015 15:30 | Отчёт | 18:9, 25:15, 21:11, 16:22 |          |               | «Арена Рига», Рига Зрителей: 5 142 Судьи: Илия Белошевич, Амит Балак, Саверио Ландзарини |
| 5 сентября 2015 15:30 | Отчёт | Веселы 16                 | Очки     | Вене 18       | «Арена Рига», Рига Зрителей: 5 142 Судьи: Илия Белошевич, Амит Балак, Саверио Ландзарини |
| 5 сентября 2015 15:30 | Отчёт | Веселы 8                  | Подборы  | Вене 13       | «Арена Рига», Рига Зрителей: 5 142 Судьи: Илия Белошевич, Амит Балак, Саверио Ландзарини |
| 5 сентября 2015 15:30 | Отчёт | 4 игрока по 3             | Передачи | 3 игрока по 2 | «Арена Рига», Рига Зрителей: 5 142 Судьи: Илия Белошевич, Амит Балак, Саверио Ландзарини |

#### Бельгия — Латвия
| 5 сентября 2015 18:30 | Отчёт | Бельгия                    | 67:78    | Латвия             | «Арена Рига», Рига Зрителей: 8 217 Судьи: Эмилио Перес, Эмин Могулкоч, Марцин Ковальский |
| 5 сентября 2015 18:30 | Отчёт | 19:25, 19:15, 14:11, 15:27 |          |                    | «Арена Рига», Рига Зрителей: 8 217 Судьи: Эмилио Перес, Эмин Могулкоч, Марцин Ковальский |
| 5 сентября 2015 18:30 | Отчёт | Эрвелль 13                 | Очки     | Мейерс 15          | «Арена Рига», Рига Зрителей: 8 217 Судьи: Эмилио Перес, Эмин Могулкоч, Марцин Ковальский |
| 5 сентября 2015 18:30 | Отчёт | Эрвелль, де Зеув 6         | Подборы  | Фрейманис, Тимма 5 | «Арена Рига», Рига Зрителей: 8 217 Судьи: Эмилио Перес, Эмин Могулкоч, Марцин Ковальский |
| 5 сентября 2015 18:30 | Отчёт | Эрвелль 7                  | Передачи | Стрелниекс 7       | «Арена Рига», Рига Зрителей: 8 217 Судьи: Эмилио Перес, Эмин Могулкоч, Марцин Ковальский |

#### Литва — Украина
| 5 сентября 2015 21:30 | Отчёт | Литва                      | 69:68    | Украина    | «Арена Рига», Рига Зрителей: 8 846 Судьи: Миливойе Йовчич, Эдди Вьятор, Сигмюндюр Хербертссон |
| 5 сентября 2015 21:30 | Отчёт | 19:12, 14:14, 17:19, 19:23 |          |            | «Арена Рига», Рига Зрителей: 8 846 Судьи: Миливойе Йовчич, Эдди Вьятор, Сигмюндюр Хербертссон |
| 5 сентября 2015 21:30 | Отчёт | Янкунас 22                 | Очки     | Фесенко 19 | «Арена Рига», Рига Зрителей: 8 846 Судьи: Миливойе Йовчич, Эдди Вьятор, Сигмюндюр Хербертссон |
| 5 сентября 2015 21:30 | Отчёт | Валанчюнас 11              | Подборы  | Фесенко 11 | «Арена Рига», Рига Зрителей: 8 846 Судьи: Миливойе Йовчич, Эдди Вьятор, Сигмюндюр Хербертссон |
| 5 сентября 2015 21:30 | Отчёт | Калниетис 7                | Передачи | Рэндл 6    | «Арена Рига», Рига Зрителей: 8 846 Судьи: Миливойе Йовчич, Эдди Вьятор, Сигмюндюр Хербертссон |

### 2-й тур

#### Эстония — Бельгия
| 6 сентября 2015 15:30 | Отчёт | Эстония                  | 55:84    | Бельгия               | «Арена Рига», Рига Зрителей: 5 142 Судьи: Эдди Вьятор, Миливойе Йовчич, Марцин Ковальский |
| 6 сентября 2015 15:30 | Отчёт | 9:27, 9:19, 26:23, 11:15 |          |                       | «Арена Рига», Рига Зрителей: 5 142 Судьи: Эдди Вьятор, Миливойе Йовчич, Марцин Ковальский |
| 6 сентября 2015 15:30 | Отчёт | Вене 12                  | Очки     | Лойески 16            | «Арена Рига», Рига Зрителей: 5 142 Судьи: Эдди Вьятор, Миливойе Йовчич, Марцин Ковальский |
| 6 сентября 2015 15:30 | Отчёт | Вейдеман 8               | Подборы  | Эрвелль, Лойески по 6 | «Арена Рига», Рига Зрителей: 5 142 Судьи: Эдди Вьятор, Миливойе Йовчич, Марцин Ковальский |
| 6 сентября 2015 15:30 | Отчёт | Сокк 4                   | Передачи | Табу 4                | «Арена Рига», Рига Зрителей: 5 142 Судьи: Эдди Вьятор, Миливойе Йовчич, Марцин Ковальский |

#### Латвия — Литва
| 6 сентября 2015 18:30 | Отчёт | Латвия                    | 49:68    | Литва         | «Арена Рига», Рига Зрителей: 10 492 Судьи: Илия Белошевич, Петар Обрадович, Саверио Ландзарини |
| 6 сентября 2015 18:30 | Отчёт | 19:13, 9:16, 11:20, 10:19 |          |               | «Арена Рига», Рига Зрителей: 10 492 Судьи: Илия Белошевич, Петар Обрадович, Саверио Ландзарини |
| 6 сентября 2015 18:30 | Отчёт | Фрейманис, Берзиньш по 8  | Очки     | Валанчюнас 15 | «Арена Рига», Рига Зрителей: 10 492 Судьи: Илия Белошевич, Петар Обрадович, Саверио Ландзарини |
| 6 сентября 2015 18:30 | Отчёт | Фрейманис 9               | Подборы  | Мачюлис 10    | «Арена Рига», Рига Зрителей: 10 492 Судьи: Илия Белошевич, Петар Обрадович, Саверио Ландзарини |
| 6 сентября 2015 18:30 | Отчёт | Яниченокс 4               | Передачи | Калниетис 6   | «Арена Рига», Рига Зрителей: 10 492 Судьи: Илия Белошевич, Петар Обрадович, Саверио Ландзарини |

#### Украина — Чехия
| 6 сентября 2015 21:30 | Отчёт | Украина                    | 64:78    | Чехия         | «Арена Рига», Рига Зрителей: 614 Судьи: Эмилио Перес, Эмин Могулкоч, Амит Балак |
| 6 сентября 2015 21:30 | Отчёт | 14:20, 16:26, 15:19, 19:13 |          |               | «Арена Рига», Рига Зрителей: 614 Судьи: Эмилио Перес, Эмин Могулкоч, Амит Балак |
| 6 сентября 2015 21:30 | Отчёт | Фесенко 14                 | Очки     | Веселы 19     | «Арена Рига», Рига Зрителей: 614 Судьи: Эмилио Перес, Эмин Могулкоч, Амит Балак |
| 6 сентября 2015 21:30 | Отчёт | Фесенко 8                  | Подборы  | Веселы 9      | «Арена Рига», Рига Зрителей: 614 Судьи: Эмилио Перес, Эмин Могулкоч, Амит Балак |
| 6 сентября 2015 21:30 | Отчёт | Лукашов 4                  | Передачи | Саторанский 6 | «Арена Рига», Рига Зрителей: 614 Судьи: Эмилио Перес, Эмин Могулкоч, Амит Балак |

### 3-й тур

#### Литва — Бельгия
| 7 сентября 2015 15:30 | Отчёт | Литва                      | 74:76    | Бельгия                  | «Арена Рига», Рига Зрителей: 3 570 Судьи: Эмилио Перес, Петар Обрадович, Сигмюндюр Хербертссон |
| 7 сентября 2015 15:30 | Отчёт | 20:12, 15:23, 19:22, 20:19 |          |                          | «Арена Рига», Рига Зрителей: 3 570 Судьи: Эмилио Перес, Петар Обрадович, Сигмюндюр Хербертссон |
| 7 сентября 2015 15:30 | Отчёт | Валанчюнас 25              | Очки     | Лойески 22               | «Арена Рига», Рига Зрителей: 3 570 Судьи: Эмилио Перес, Петар Обрадович, Сигмюндюр Хербертссон |
| 7 сентября 2015 15:30 | Отчёт | Валанчюнас 12              | Подборы  | Лойески 4                | «Арена Рига», Рига Зрителей: 3 570 Судьи: Эмилио Перес, Петар Обрадович, Сигмюндюр Хербертссон |
| 7 сентября 2015 15:30 | Отчёт | Калниетис 13               | Передачи | Ван Россом, Лойески по 5 | «Арена Рига», Рига Зрителей: 3 570 Судьи: Эмилио Перес, Петар Обрадович, Сигмюндюр Хербертссон |

#### Чехия — Латвия
| 7 сентября 2015 18:30 | Отчёт | Чехия                     | 65:72    | Латвия                | «Арена Рига», Рига Зрителей: 5 710 Судьи: Миливойе Йовчич, Эмин Могулкоч, Марцин Ковальский |
| 7 сентября 2015 18:30 | Отчёт | 22:17, 11:23, 9:11, 23:21 |          |                       | «Арена Рига», Рига Зрителей: 5 710 Судьи: Миливойе Йовчич, Эмин Могулкоч, Марцин Ковальский |
| 7 сентября 2015 18:30 | Отчёт | Саторанский 22            | Очки     | Блумс 14              | «Арена Рига», Рига Зрителей: 5 710 Судьи: Миливойе Йовчич, Эмин Могулкоч, Марцин Ковальский |
| 7 сентября 2015 18:30 | Отчёт | Веселы 11                 | Подборы  | Фрейманис, Тимма по 8 | «Арена Рига», Рига Зрителей: 5 710 Судьи: Миливойе Йовчич, Эмин Могулкоч, Марцин Ковальский |
| 7 сентября 2015 18:30 | Отчёт | Саторанский 9             | Передачи | Стрелниекс 7          | «Арена Рига», Рига Зрителей: 5 710 Судьи: Миливойе Йовчич, Эмин Могулкоч, Марцин Ковальский |

#### Украина — Эстония
| 7 сентября 2015 21:30 | Отчёт | Украина                   | 71:78    | Эстония             | «Арена Рига», Рига Зрителей: 2 795 Судьи: Илия Белошевич, Эдди Вьятор, Амит Балак |
| 7 сентября 2015 21:30 | Отчёт | 15:14, 23:14, 6:22, 27:28 |          |                     | «Арена Рига», Рига Зрителей: 2 795 Судьи: Илия Белошевич, Эдди Вьятор, Амит Балак |
| 7 сентября 2015 21:30 | Отчёт | Рэндл 22                  | Очки     | Арбет 26            | «Арена Рига», Рига Зрителей: 2 795 Судьи: Илия Белошевич, Эдди Вьятор, Амит Балак |
| 7 сентября 2015 21:30 | Отчёт | Пустозвонов 7             | Подборы  | Вене 8              | «Арена Рига», Рига Зрителей: 2 795 Судьи: Илия Белошевич, Эдди Вьятор, Амит Балак |
| 7 сентября 2015 21:30 | Отчёт | Рэндл 4                   | Передачи | Вейдеман, Сокк по 6 | «Арена Рига», Рига Зрителей: 2 795 Судьи: Илия Белошевич, Эдди Вьятор, Амит Балак |

### 4-й тур

#### Бельгия — Чехия
| 9 сентября 2015 15:30 | Отчёт | Бельгия                    | 64:66    | Чехия         | «Арена Рига», Рига Зрителей: 477 Судьи: Илия Белошевич, Саверио Ландзарини, Петар Обрадович |
| 9 сентября 2015 15:30 | Отчёт | 17:21, 11:12, 16:18, 20:15 |          |               | «Арена Рига», Рига Зрителей: 477 Судьи: Илия Белошевич, Саверио Ландзарини, Петар Обрадович |
| 9 сентября 2015 15:30 | Отчёт | Табу 12                    | Очки     | Веселы 21     | «Арена Рига», Рига Зрителей: 477 Судьи: Илия Белошевич, Саверио Ландзарини, Петар Обрадович |
| 9 сентября 2015 15:30 | Отчёт | Эрвелль 9                  | Подборы  | Веселы 12     | «Арена Рига», Рига Зрителей: 477 Судьи: Илия Белошевич, Саверио Ландзарини, Петар Обрадович |
| 9 сентября 2015 15:30 | Отчёт | Ван Россом 6               | Передачи | Саторанский 9 | «Арена Рига», Рига Зрителей: 477 Судьи: Илия Белошевич, Саверио Ландзарини, Петар Обрадович |

#### Латвия — Украина
| 9 сентября 2015 18:30 | Отчёт | Латвия                     | 74:75    | Украина    | «Арена Рига», Рига Зрителей: 5 998 Судьи: Эмилио Перес, Миливойе Йовчич, Сигмюндюр Хербертссон |
| 9 сентября 2015 18:30 | Отчёт | 21:14, 18:24, 23:22, 12:15 |          |            | «Арена Рига», Рига Зрителей: 5 998 Судьи: Эмилио Перес, Миливойе Йовчич, Сигмюндюр Хербертссон |
| 9 сентября 2015 18:30 | Отчёт | Бертанс 17                 | Очки     | Фесенко 21 | «Арена Рига», Рига Зрителей: 5 998 Судьи: Эмилио Перес, Миливойе Йовчич, Сигмюндюр Хербертссон |
| 9 сентября 2015 18:30 | Отчёт | Берзиньш 6                 | Подборы  | Фесенко 10 | «Арена Рига», Рига Зрителей: 5 998 Судьи: Эмилио Перес, Миливойе Йовчич, Сигмюндюр Хербертссон |
| 9 сентября 2015 18:30 | Отчёт | Бертанс, Стрелниекс по 5   | Передачи | Рэндл 5    | «Арена Рига», Рига Зрителей: 5 998 Судьи: Эмилио Перес, Миливойе Йовчич, Сигмюндюр Хербертссон |

#### Эстония — Литва
| 9 сентября 2015 21:30 | Отчёт | Эстония                    | 62:64    | Литва       | «Арена Рига», Рига Зрителей: 6 985 Судьи: Эмин Могулкоч, Марцин Ковальский, Амит Балак |
| 9 сентября 2015 21:30 | Отчёт | 15:20, 16:18, 20:11, 11:15 |          |             | «Арена Рига», Рига Зрителей: 6 985 Судьи: Эмин Могулкоч, Марцин Ковальский, Амит Балак |
| 9 сентября 2015 21:30 | Отчёт | Талтс 20                   | Очки     | Мачюлис 15  | «Арена Рига», Рига Зрителей: 6 985 Судьи: Эмин Могулкоч, Марцин Ковальский, Амит Балак |
| 9 сентября 2015 21:30 | Отчёт | Вене 7                     | Подборы  | Мачюлис 10  | «Арена Рига», Рига Зрителей: 6 985 Судьи: Эмин Могулкоч, Марцин Ковальский, Амит Балак |
| 9 сентября 2015 21:30 | Отчёт | С.Сокк 5                   | Передачи | Калниетис 7 | «Арена Рига», Рига Зрителей: 6 985 Судьи: Эмин Могулкоч, Марцин Ковальский, Амит Балак |

### 5-й тур

#### Украина — Бельгия
| 10 сентября 2015 15:30 | Отчёт | Украина                    | 71:79    | Бельгия      | «Арена Рига», Рига Зрителей: 387 Судьи: Миливойе Йовчич, Марцин Ковальский, Сигмюндюр Хербертссон |
| 10 сентября 2015 15:30 | Отчёт | 19:14, 20:21, 15:24, 17:20 |          |              | «Арена Рига», Рига Зрителей: 387 Судьи: Миливойе Йовчич, Марцин Ковальский, Сигмюндюр Хербертссон |
| 10 сентября 2015 15:30 | Отчёт | Фесенко 20                 | Очки     | Жилле 15     | «Арена Рига», Рига Зрителей: 387 Судьи: Миливойе Йовчич, Марцин Ковальский, Сигмюндюр Хербертссон |
| 10 сентября 2015 15:30 | Отчёт | Фесенко 11                 | Подборы  | Табу 8       | «Арена Рига», Рига Зрителей: 387 Судьи: Миливойе Йовчич, Марцин Ковальский, Сигмюндюр Хербертссон |
| 10 сентября 2015 15:30 | Отчёт | Рэндл 4                    | Передачи | Ван Россом 6 | «Арена Рига», Рига Зрителей: 387 Судьи: Миливойе Йовчич, Марцин Ковальский, Сигмюндюр Хербертссон |

#### Латвия — Эстония
| 10 сентября 2015 18:30 | Отчёт | Латвия                    | 75:64    | Эстония    | «Арена Рига», Рига Зрителей: 9 073 Судьи: Илия Белошевич, Эдди Вьятор, Саверио Ландзарини |
| 10 сентября 2015 18:30 | Отчёт | 15:29, 18:15, 22:5, 20:15 |          |            | «Арена Рига», Рига Зрителей: 9 073 Судьи: Илия Белошевич, Эдди Вьятор, Саверио Ландзарини |
| 10 сентября 2015 18:30 | Отчёт | Стрелниекс 21             | Очки     | Арбет 16   | «Арена Рига», Рига Зрителей: 9 073 Судьи: Илия Белошевич, Эдди Вьятор, Саверио Ландзарини |
| 10 сентября 2015 18:30 | Отчёт | Тимма 6                   | Подборы  | Кангур 8   | «Арена Рига», Рига Зрителей: 9 073 Судьи: Илия Белошевич, Эдди Вьятор, Саверио Ландзарини |
| 10 сентября 2015 18:30 | Отчёт | Бертанс, Стрелниекс по 3  | Передачи | Вейдеман 8 | «Арена Рига», Рига Зрителей: 9 073 Судьи: Илия Белошевич, Эдди Вьятор, Саверио Ландзарини |

#### Чехия — Литва
| 10 сентября 2015 21:30 | Отчёт | Чехия                             | 81:85 ОТ | Литва         | «Арена Рига», Рига Зрителей: 4 669 Судьи: Эмилио Перес, Эмин Могулкоч, Петар Обрадович |
| 10 сентября 2015 21:30 | Отчёт | 18:12, 19:15, 14:28, 18:14, 12:16 |          |               | «Арена Рига», Рига Зрителей: 4 669 Судьи: Эмилио Перес, Эмин Могулкоч, Петар Обрадович |
| 10 сентября 2015 21:30 | Отчёт | Шилб 18                           | Очки     | Кузминскас 18 | «Арена Рига», Рига Зрителей: 4 669 Судьи: Эмилио Перес, Эмин Могулкоч, Петар Обрадович |
| 10 сентября 2015 21:30 | Отчёт | Саторанский 9                     | Подборы  | Валанчюнас 10 | «Арена Рига», Рига Зрителей: 4 669 Судьи: Эмилио Перес, Эмин Могулкоч, Петар Обрадович |
| 10 сентября 2015 21:30 | Отчёт | Саторанский 15                    | Передачи | Калниетис 4   | «Арена Рига», Рига Зрителей: 4 669 Судьи: Эмилио Перес, Эмин Могулкоч, Петар Обрадович |